# José Francisco Duato Marín
José Francisco Duato Marín (Alberic, València, 16 d'agost de 1958) és un professor i investigador valencià. Llicenciat en enginyeria industrial per la Universitat de València el 1981, fou guardonat amb el Premi Nacional d'Investigació Julio Rey Pastor l'any 2009, així com el Premi Rei Jaume I de Noves Tecnologies en el 2006. La seva línia de recerca està basada principalment en el camp de les xarxes d'interconnexió i desenvolupa la seva labor com Catedràtic d'Universitat en el Departament d'Informàtica de Sistemes i Computadores de la Universitat Politècnica de València. En 2018 fou escollit acadèmic de la Reial Acadèmia de Ciències Exactes, Físiques i Naturals.

## Recerca
Els assoliments més significatius de José Duato, inclosa la transferència dels resultats de la seva recerca a la indústria, el servei a la professió i la col·laboració internacional, se citen a continuació:
- Pel seu compte, va desenvolupar diverses estratègies d'encaminament adaptatiu per millorar el rendiment d'interconnexió de la xarxa. Aquestes estratègies són tan eficients i rendibles que algunes d'elles s'han aplicat en les supercomputadores més potents, inclosos els supercomputadors Cray T3I i Cray Black Widow, el microprocessador Compaq Alpha 21364 utilitzat en la supercomputadora GS320 Alphaserver, i el superordinador IBM BlueGene/L. Aquests supercomputadors estaven entre els més poderosos quan es van engegar. En particular, la IBM Blue-Gene/L és la supercomputadora més potent avui dia.
- Ha desenvolupat, en col·laboració amb Xyratex (una empresa del Regne Unit), una tècnica denominada Regional Explicit Congestion Notification (RECN), que és l'única tècnica veritablement escalable de gestió de la congestió per a xarxes sense pèrdues fins avui. Aquest resultat ha estat protegit per dues patents conjuntes i RECN està sent incorporat en els estàndards més importants per als futurs sistemes de comunicacions: Advanced Switching Interconnect.
- Ha col·laborat amb International Business Machines (IBM) Zurich Research Laboratory (l'únic laboratori de recerca de IBM a Europa) des de l'any 2001 fins que el seu Departament de Comunicacions va ser tancat. El principal resultat d'aquesta col·laboració són quatre patents conjuntes amb IBM (Xmorph, RXS, BFC, i AFC). Juntament amb José Flich Card va desenvolupar la tècnica d'enroutament In-Transit Buffer (ITB). Myricom (una empresa dels EUA) ha inclòs el suport per la ITB a la seva popular xarxa Myrinet per mitjà d'un tipus de paquet especial de la ITB.
- És primer autor d'un llibre de 500 pàgines[3] publicat als EUA, que s'ha convertit en el llibre més popular en xarxes d'interconnexió. A més, és autor o coautor de més de 340 publicacions, incloent capítols de llibres i articles en revistes i actes de congressos. Ha assessorat o co-assessorat 22 estudiants de doctorat.
- Ha estat Editor Associat de la revista de la IEEE Transactions on Computers, la revista més antiga i prestigiosa a l'àrea de les computadores en la història (55 anys). També va tenir el lloc de Editor Associat en la revista de la IEEE Transactions on Parallel and Distributed Systems, la segona revista més prestigiosa a l'àrea dels ordinadors en paral·lel, sent el primer investigador europeu que exerceixo aquest lloc. A més, ell és l'únic investigador espanyol que ocupo el lloc de Editor Associat d'ambdues revistes.
- Va ser el Principal Co-President de la Conferència Internacional de 2001 sobre processament paral·lel i va exercir un paper vital a portar aquesta prestigiosa conferència a València, sent aquesta la primera vegada que es va dur a terme a Europa. Aquesta és la més antiga conferència a l'àrea de les computadores en paral·lel (en aquest moment es trobava en el seu 30 aniversari). També va ser President del Programa (President del Comitè del Programa Científic) del Simposi Internacional de 2004 High Performance Computer Architecture. Aquesta és una de les dues conferències internacionals més rellevants en l'àmbit general d'arquitectura de computadors. A més, es va exercir com Co-President del Programa Científic de la Conferència Internacional de 2005 sobre processament paral·lel, i com a membre del Comitè Directiu, Co-President del Programa Científic, el Vicepresident del Programa o Comitè del Programa de membres en més de 55 conferències i tallers internacionals, inclosos els més prestigiosos els de la zona d'ordinadors paral·lels: ISCA, HPCA, ICS, ICPP, IPPS / SPDP, PDPI, PPME, i Euro-Parell.
- Ha col·laborat amb diversos investigadors de països estrangers, incloent alguns dels professors de major prestigi en l'àmbit de les xarxes d'interconnexió: Lionel Ni, Sudhakar Yalamanchili, Das Chita, Timothy M. Pinkston, Dhabaleswar K. Colla, i Sivasubramaniam Anand, tots en l'actualitat exerceixen o han exercit càrrecs com a editors associats d'una o ambdues de les dues revistes més prestigioses a l'àrea dels ordinadors. En particular, va ser coautor de 51 documents amb els investigadors de sis universitats als EUA, un laboratori nacional dels EUA, i dues companyies dels EUA, i 22 documents addicionals amb investigadors de cinc universitats europees i asiàtiques, i una companyia europea. També va sol·licitar una patent conjunta amb un investigador noruec i investigadors dels EUA.
- Ha estat convidat a presentar conferències magistrals en diverses conferències internacionals, així com conferències convidades a diverses universitats i laboratoris nacionals dels EUA, Europa i Àsia, incloent la University of Illinois at Urbana-Champaign, University of Southern Califòrnia, Geòrgia Institute of Technology, Ohio State University, Michigan State University, Pennsylvania State University, i Els Alamos National Laboratory. També va ser convidat a presentar xerrades en els laboratoris de recerca d'algunes de les empreses informàtiques més importants (IBM, Compaq, Sun Microsystems, Intel). A més, va ser convidat a participar en taules rodones en diverses conferències internacionals i tallers.
- Va ser convidat a enviar cartes de recomanació per donar suport a la promoció de diversos professors en els EUA de Professor Associat i Professor Titular, així com nominacions a premis. També ocupo càrrecs en el comitè de tesi doctoral de diversos estudiants de doctorat en diverses universitats dels EUA, el Canadà i Europa.